# Christof Kromp
Christof Kromp (* 14. August 1997 in Villach) ist ein österreichischer Eishockeystürmer, der seit Juni 2021 bei den Vienna Capitals unter Vertrag steht. Er ist der Sohn des ehemaligen VSV-Spielers Wolfgang Kromp.

## Karriere
Von 2012 bis 2014 spielte Kromp für die Junioren- und Jugendteams des VSV, ehe er im Juni 2014 vom schwedischen Zweitligisten IF Troja-Ljungby verpflichtet wurde. Dort spielte er in der U18- sowie der U20-Mannschaft und erzielte 14 Tore und 7 Assists bei 38 Einsätzen.
Am 30. Juni 2015 wurde Christof Kromp im CHL Import Draft in der zweiten Runde an insgesamt 66. Stelle von den Windsor Spitfires aus der Ontario Hockey League ausgewählt. Aufgrund einer Knieverletzung in der Vorbereitung und der Ausländerbegrenzung nach Verpflichtung des Norwegers Markus Søberg musste sich Kromp nach Alternativen umsehen und kam zu den Muskegon Lumberjacks aus der United States Hockey League, die seinen Vertrag nach der erfolgten Diagnose Innenbandriss auflösten.
Seit Mitte Dezember 2015 trainierte Kromp wieder beim VSV, debütierte im Januar 2016 und kam bis zum Saisonende auf 25 Einsätze, wobei die Mannschaft das Halbfinale erreichen konnte. Sein erstes Tor in der EBEL erzielte er in der Qualifikationsrunde gegen den EC KAC, gefolgt von einem zweiten Treffer im Viertelfinale gegen die Vienna Capitals. Für den Februar 2016 wurde er zum EBEL-YoungStar des Monats gewählt. Christof Kromp stand auch in der Saison 2016/17 beim VSV unter Vertrag und kam auf 42 Einsätze. Im Mai 2017 gab der VSV eine Vertragsverlängerung mit Kromp für die Spielzeit 2017/18 bekannt.
Im Oktober 2019 verließ Kromp den EC VSV wieder und wurde vom HC Innsbruck verpflichtet, um dort mehr Eiszeit zu erhalten.

### International
Im April 2015 nahm Kromp für Österreich an der U18-Junioren-Weltmeisterschaft teil und gewann mit der Mannschaft die Goldmedaille der Division I, Gruppe B, worauf der Aufstieg in die Gruppe A folgte. Kromp wurde als Topscorer und bester Torschütze des Turniers ausgezeichnet. Außerdem war er Torschützenkönig und wies die beste Plus/Minus-Bilanz auf. bei der U20-Weltmeisterschaft 2017 spielte er mit der österreichischen U20 in der A-Gruppe der Division I.

## Erfolge und Auszeichnungen
- 2015 Aufstieg in die Division I, Gruppe A, bei der U18-Weltmeisterschaft der Division I, Gruppe B
- 2015 Bester Stürmer, Topscorer, Torschützenkönig und beste Plus/Minus-Bilanz bei der U18-Weltmeisterschaft der Division I, Gruppe B

## Karrierestatistik
(Legende zur Spielerstatistik: Sp oder GP = absolvierte Spiele; T oder G = erzielte Tore; V oder A = erzielte Assists; Pkt oder Pts = erzielte Scorerpunkte; SM oder PIM = erhaltene Strafminuten; +/− = Plus/Minus-Bilanz; PP = erzielte Überzahltore; SH = erzielte Unterzahltore; GW = erzielte Siegtore; 1 Play-downs/Relegation; Kursiv: Statistik nicht vollständig)